# Belarmina Martínez
Belarmina Martínez González es diplomada en trabajo social, activista feminista y política española. Fue diputada por Santa Cruz de Tenerife del Grupo Socialista en el Congreso la VI Legislatura de 1996 a 2000. Referente histórica del feminismo en Canarias, en 2022 se celebró en Tenerife la primera edición de la Escuela Feminista Belarmina Martínez.

## Biografía
Nació en el seno de una familia numerosa rural en la provincia de Zamora. Tiene cinco hermanos y dos hermanas. En 1977 fundó en Madrid la Cooperativa Cultural "El Buscón". Asistente social, se diplomó en Trabajo Social por la Universidad de la Laguna. 
Llevaba más de una década militando como socialista y feminista cuando llegó a Canarias procedente de Madrid en 1982. Cuando llegó creó el movimiento "Mujer y socialismo" en cada una de las islas aglutinado en más de un centenar de mujeres. También reclamó en el PSOE la creación de la Secretaria de la Mujer.  En 1984 puso en marcha con otras mujeres la Fundación Solidaridad Democrática en las islas con la mirada inicial de apoyar a las madres solteras que ni siquiera tenían "Libro de familia" y estaban estigmatizadas. De 1984 a 1994 fue delegada en Canarias de la Fundación Solidaridad Democrática dirigiendo proyectos sociales, entre ellos pisos tutelados para madres solteras o cooperativas. En 1985-1986 participó en la investigación realizada por la fundación sobre mujeres prostituidas en Tenerife.  
En 1987 la Cooperativa de Servicio de Ayuda a Domicilio "Mararía". Es cofundadora del Foro contra la violencia de género de Tenerife. Militante del Partido Socialista Obrero Español fue una de las precursoras de la creación de una secretaría específica de la Mujer en el seno del partido.
Miembro de la Ejecutiva del PSOE de Tenerife. En las elecciones generales de España de 1996 logró un escaño como diputada por Santa Cruz de Tenerife en las listas del Partido Socialista Obrero Español ocupando el puesto número 6.
También fue miembro del Consejo Rector del Instituto Canario de la Mujer.
Cofundadora y miembro activo del Foro contra la Violencia de Género de Tenerife, en los últimos años ha colaborado con la Comisión para la investigación de malos tratos a mujeres sobre violencia contra las mujeres y tráfico de mujeres para la prostitución.
En 2022 se celebró en Tenerife la primera edición de la Escuela Feminista Belarmina Martínez convocada por el Partido Socialista de Canarias como reconocimiento a su contribución al movimiento feminista de las Islas Canarias.

## Premios y reconocimientos
- 2012 Premio Rosa Manzano.[7]
- 2014 Distinción Honorífica del Instituto Canario de Igualdad.[8]

## Publicaciones
- Crónicas minarianas. Desde la Venezuela del 2008. Editorial Idea.